# ليام سميث (لاعب كرة قدم)
ليام سميث (بالإنجليزية: Liam Smith) (26 مايو 1996 في المملكة المتحدة - ) هو لاعب كرة قدم بريطاني في مركز الدفاع. شارك مع منتخب اسكتلندا تحت 19 سنة لكرة القدم ومنتخب اسكتلندا تحت 21 سنة لكرة القدم. أما مع النوادي، فقد لعب مع هارت أوف ميدلوثيان ونادي إيست فيف.

## وصلات خارجية
- ليام سميث على موقع الاتحاد الإسكتلندي (الإنجليزية)
- ليام سميث على موقع قاعدة بيانات كرة القدم.إي يو (الإنجليزية)
- ليام سميث على موقع Soccerbase.com (لاعب) (الإنجليزية)
- ليام سميث على موقع Soccerway.com (الإنجليزية)
- ليام سميث على موقع عالم كرة القدم.نت (الإنجليزية)